# Power (chanson de Kanye West)
Pour les articles homonymes, voir Power.
Singles de Kanye West
Runaway
(2010)
Pistes de My Beautiful Dark Twisted Fantasy
Gorgeous
(2) All Of The Lights (interlude)
(4)
Power est une chanson de Kanye West en duo avec Dwele. C'est le premier single extrait de l'album My Beautiful Dark Twisted Fantasy. Un remix de "Power" avec Jay-Z et Swizz Beatz est également sorti et a été présenté sur Internet dans le cadre du GOOD Fridays, une opération promotionnelle du rappeur.

## Historique
L'instrumentale devait à l'origine revenir à Rhymefest, mais Kanye West l'a entendue et a été intéressé. Il l'a enregistrée dans son studio à Diamond Head à Hawaï. Le titre devait être disponible au téléchargement début juin, mais a été repoussé en juillet car le 28 mai 2010 une version non définitive avait filtrée sur Internet.
Le 30 juin 2010, le single est finalement disponible sur iTunes avec différentes pochettes, dessinées par George Condo, le même artiste qui avait réalisé la pochette du précédent album de Kanye West, 808s and Heartbreak.

## Samples
"Power" contient des samples de "21st Century Schizoid Man" de King Crimson et "Afromerica" de Continent Number 6. Kanye West a déclaré que le titre contenait également des éléments de ses précédents titres "Amazing" et "Jesus Walks". "Power" utilise également un sample des percussions de "It's Your Thing" de Cold Grits, sample déjà utilisé par Kanye West pour "Crack Music" avec The Game.

## Clip
Le New York Times a présenté en avant-première un clip d'environ une minute de "Power" dirigé par Marco Brambilla. La vidéo commence par un plan fixe sur Kanye West. La caméra s'éloigne et on découvre qu'il porte une grosse chaîne en or avec un pendentif du dieu égyptien Horus. La caméra continue son mouvement, et deux colonnes apparaissent alors. On découvre ensuite une femme entourée de deux créatures représentant Isis et Hathor. Le plan-séquence continue avec l'apparition d'autres créatures. De nombreux zooms rapides sont ensuite effectués sur ces créatures...
La vidéo est présentée sur MTV le 5 août 2010 avant l'émission de télé-réalité Bienvenue à Jersey Shore. Sur son compte Twitter, Kanye West déclare rapidement que cette vidéo n'est pas qu'un aperçu de ce que sera le clip intégral. Il sera ensuite révélé que cette fameuse vidéo n'est qu'un teaser d'un futur clip, bien plus long et complet.

## Cinéma
Le titre a été utilisé dans une bande-annonce du film The Social Network de David Fincher.

## Jeux vidéo
Des jeux vidéo tels que Forza Motorsport 4, Saints Row: The Third et Taxi Driver : Blood ont repris ce titre dans leur bande originale.

## Classements
| Classement (2010)               | Meilleure position |
| ------------------------------- | ------------------ |
| Australie ARIA Charts           | 100                |
| Billboard Hot 100               | 22                 |
| Billboard Hot R&B/Hip-Hop Songs | 22                 |
| UK Singles Chart                | 36                 |
| R&B Chart                       | 10                 |
| UK Download Chart               | 32                 |
| Billboard Rap Songs             | 14                 |
| Allemagne Black Charts          | 4                  |
| Canadian Hot 100                | 49                 |

## Sortie
| Pays        | Date             | Format            |
| ----------- | ---------------- | ----------------- |
| États-Unis  | 28 mai 2010      | Première en radio |
| États-Unis  | 1er juillet 2010 | Téléchargement    |
| Royaume-Uni | 29 août 2010     | Téléchargement    |

## Remix
Le remix a été présenté dans le cadre du G.O.O.D. Fridays, une opération promotionnelle pour la sortie de l'album de Kanye West. Il a également présenté sur la radio Hot 97 par Funkmaster Flex. Swizz Beatz produit la seconde moitié du titre et utilise le sample du titre de Snap!, The Power.
Le remix devait à l'origine être présent sur le projet commun de Jay-Z et Kanye West, Watch the Throne.